# Birkerød Privatskole
Birkerød Privatskole er en privat grundskole beliggende i Birkerød, Nordsjælland. Skolen tilbyder undervisning fra børnehaveklasse til 9. klasse og har omkring 430 elever og en klassekvotient på 22 elever. Skolen har tilknyttet musikskole, billedskole, SFO Lindehuset og Klub Bøgen. 
Skolen er grundlagt af en forældrekreds i 1920, og er stadig en selvstændig institution drevet af forældre via skolens bestyrelse.
Skolens afgangsklasse fik ifølge Undervisningsministeriet, i 2010 Danmarks højeste eksamensgennemsnit det år (9,3). I 2011 fik skolens elever et gennemsnit på 9,3 ved afgangsprøven i 9. klasse, hvilket var blandt de højeste gennemsnit i hele landet.
Skolens madkundskabslærer Yves Tra Bi modtog i 2022 prisen som "Årets Madformidler" ved Generation Food Award.